# Кучкурдин, Николай Иванович
Николай Иванович Кучкурдин (10 мая 1923, Долотинка, Донецкая губерния — 15 ноября 1984, Гуково, Ростовская область) — наводчик самоходной установки СУ-76 1901-го самоходно-артиллерийского Белостокского полка резерва Верховного главнокомандования (РВГК) (3-я армия, 2-й Белорусский фронт), старший сержант; полный кавалер ордена Славы.

## Биография
Родился в 1923 году в хуторе Долотинка Красносулинского района (ныне — Ростовской области). После окончания начальной школы работал коногоном на одной из шахт Гуковугля.
В июле 1941 года призван в армию, с ноября 1941 — в боях Великой Отечественной войны. Воевал в 15-й танковой бригаде на Южном и Северо-Кавказском фронтах, 15 декабря 1941 был тяжело ранен под Славянском-на-Кубани. Затем воевал в составе 4 самоходного артдивизиона (8-я самоходная артиллерийская бригада), 1901-го самоходно-артиллерийского полка в боях на 1-м и 2-м Белорусском фронтах. Вступил в ВКП(б).
В бою 28 марта 1944 года огнём своего орудия уничтожил 2 орудия и 3 пулемёта противника; 31.3.1944 был награждён второй медалью «За отвагу».
В бою 25 и 26 июня 1944 года по освобождению сёл Рогачёвского района Гомельской области орудием уничтожил за два дня 4 пушки, три пулемёта, три противотанковых ружья, до 60 вражеских солдат и офицеров. 28 июня 1944 года был награждён орденом Славы 3-й степени.
В боях за город Хорощ под д. Курьяны, ведя огонь прямой наводкой, уничтожил три миномёта и 4 автомашины, а также более 10 солдат противника. 22 августа 1944 был награждён орденом Славы 2-й степени.
В боях с 23 августа по 6 сентября 1944 года, освобождая деревни Глембоч-Вельки, Змеевек, Писки и город Остроленка, уничтожил танк «Тигр», самоходную установку на шасси танка Т-IV, 2 пушки, 3 пулемёта и более 25 солдат противника. 24 марта 1945 удостоен ордена Славы 1-й степени, который был ему вручён только в 1960 году.
Демобилизован в 1945 году. Окончив курсы в городе Красный Сулин, работал горным мастером на шахте № 3 треста «Гуковуголь» около 30 лет. Жил в городе Гуково.

### Семья
Мать — Анна Григорьевна Кучкурдина.

## Награды
- две медали «За отвагу» (29.1.1943; 31.3.1944)[3]
- орден Славы 3-й (28.6.1944)[4], 2-й (22.8.1944)[2] и 1-й (24.3.1945)[5] степеней.
- Почётный гражданин города Гуково (1980).

## Память
Имя Н. И. Кучкурдина носит одна из улиц города Гуково.